# Honda XL-600V Transalp
Honda XL-600V Transalp je motocykl firmy Honda kategorie enduro, vyráběný v letech 1987–2000. 
Ovladatelné cestovní enduro s kapalinou chlazeným V-dvouválcovým motorem s třemi ventily na válec, který byl v pozměněných objemech montován i do jiných kategorií motocyklů, jako je Honda VT 600C Shadow, Honda NTV 650 Revere a Honda XR 650V Africa Twin. Další modely Transalp měly zvýšený objem na 650, resp. 700 kubíků. 

## Technické parametry pro modelový rok 1999
- Motor: čtyřdobý dvouválec do V
- Zdvihový objem: 583 cm³
- Ventilový rozvod: OHC 3 ventily na válec
- Vrtání × zdvih: 75 × 66 mm
- Výkon při otáčkách: 36,5 kW (50 k) při 8000 ot./min
- Točivý moment: 53 Nm při 6000 ot./min
- Kompresní poměr: 9,2:1
- Chlazení: kapalina
- Počet rychlostí: 5
- Sekundární převod: řetěz
- Rám:
- Brzdy vpředu: 2 kotouče 256 mm
- Brzdy vzadu: 1 kotouč 240 mm
- Pneu vpředu: 90/90-21
- Pneu vzadu: 130/80-17
- Výška sedla: 850 mm
- Pohotovostní hmotnost: 207 kg
- Objem nádrže: 18 l
- Maximální rychlost: 167 km/h